# دوريان كبير الحراشف
دوريان كبير الحراشف (الاسم العلمي:Durio macrolepis) هو نوع من النباتات يتبع جنس الدوريان من الفصيلة الخبازية.